# Muellerella hospitans
Muellerella hospitans är en lavart som beskrevs av Ernst Stizenberger. 
Muellerella hospitans ingår i släktet Muellerella, och familjen Verrucariaceae. Enligt den finländska rödlistan är arten sårbar i Finland. Arten är reproducerande i Sverige. Artens livsmiljö är lundskogar.